# Christopher Nowinski
Christopher John Nowinski (Oak Park, 24 settembre 1978) è uno scrittore, imprenditore ed ex wrestler statunitense, noto per i suoi trascorsi nella World Wrestling Entertainment tra il 2002 e il 2003.

## Biografia
Nowinski è stato il primo wrestler della storia ad essersi laureato, in sociologia, presso la Harvard University di Cambridge (Massachusetts). Successivamente ha ottenuto il Dottorato di ricerca in neuroscienze comportamentali presso l'Università di Boston nel 2017.

## Carriera nel wrestling
Nowinski cominciò a seguire il wrestling durante gli anni del college, e decise di allenarsi entrando nella scuola di Killer Kowalski a Malden (Massachusetts).
Nel 2002 firmò un contratto con la WWE. La carriera di Nowinski ebbe rapidamente declino, legato ad un episodio: in occasione della Royal Rumble 2003 il wrestler subì un doppio drop-kick da parte di Edge e Rey Mysterio. Il wrestler canadese sbagliò l'esecuzione della manovra, cadendo sulla testa di Nowinski, causandogli una Commozione cerebrale. Questo infortunio sarà la causa scatenante della Sindrome postcommozionale di cui il wrestler soffrirà.
I sintomi patologici, legati all'evento avvenuto alla Royal Rumble, costrinsero Nowinski a ritirarsi dal wrestling nel 2003.

## Carriera come scrittore e divulgatore
Lasciato il wrestling, Nowinski si impegnò come scrittore e divulgatore scientifico, informando le persone e gli sportivi sugli effetti a lungo termine delle commozioni cerebrali negli sport da contatto, in particolare pugilato, wrestling e football americano.
Nowinski ha scritto Head Games: Football's Concussion Crisis nel 2006, che ha esaminato gli effetti a lungo termine del trauma cranico tra gli atleti, ed è diventato anche un documentario. The Lancet ha scritto che "il libro ha inviato onde d'urto attraverso la National Football League" e descrive in dettaglio il suo infortunio che ha posto fine alla carriera e discute i pericoli delle commozioni cerebrali nel football e in altri sport di contatto; il libro include storie di giocatori della National Football League (NFL) e altri wrestler.
Nello stesso anno, Nowinski avviò un'inchiesta sul suicidio di Andre Waters, un ex defensive back della NFL di 44 anni che si sparò il 20 novembre 2006. Waters aveva subito diverse commozioni cerebrali nel corso della sua carriera, e su richiesta di Nowinski, la famiglia di Waters accettò di inviare pezzi del suo cervello per essere testati. Bennet Omalu, patologo dell'Università di Pittsburgh, ha annunciato che "la condizione del tessuto cerebrale di Waters era quella che ci si aspetterebbe in un uomo di 85 anni, e c'erano caratteristiche di qualcuno che si trovava nelle prime fasi dell'Alzheimer".
Nowinski ha allertato la polizia e il coroner di Chris Benoit, chiedendo loro di fare un esame cerebrale sul cervello di Benoit per vedere se le commozioni cerebrali avevano qualche parte nella sua rabbia o depressione al momento del duplice omicidio della sua famiglia e del suo suicidio.

## Titoli e riconoscimenti
- World Wrestling Entertainment
  - WWE Hardcore Championship (2)
- Wrestling Observer Newsletter
  - Worst Worked Match of the Year (2002)